# FruitPochette
FruitPochette (フルーツポシェット), aussi officiellement stylisé FRUITPOCHETTE, anciennement Frupoche (フルポシェ), est un groupe de pop metal japonais, originaire de la préfecture d'Ehime. Formé en 2012, FruitPochette est un duo d'idoles japonaises composé de deux membres, Mina Teratani et Shiori Azuma.
Les chansons du groupe sont décrites comme un mélange de mélodies J-pop et metal et sont très comparées à celles du groupe d'idoles de pop metal Babymetal. FruitPochette est un groupe-sœur des groupes d'idoles Hime Kyun Fruit Kan, nanoRider et AiCune.

## Biographie
À la mi-2012, le groupe se forme sous le nom de Frupoche par quatre membres. Deux membres apprenties (non-officielles), Tsubasa Harada et Rui Saeki, quittent le groupe avant ses débuts à la fin décembre 2012. Les membres restantes, Shiori Azuma et Mina Teratani, décident l'année suivante, en 2013, d'abonner leur nom de départ pour celui de FruitPochette.
Le duo sort son tout premier album sous un label indépendant Duke Records le 31 juillet, un premier EP intitulé Shippu Jinrai, ce qui lance la carrière du groupe. Les chansons sont très souvent comparées à celles du groupe d'idoles de pop metal Babymetal, formé trois ans auparavant, et sont décrites comme un mélange de J-pop et de heavy metal. Elles publient simultanément deux singles, Sakuretsu -Burning- et Gekkō -Destruction-, en février 2014,.
Un an plus tard, en février 2015, le tout premier album studio du groupe, intitulé The Crest of Evil, voit le jour. Il devient le premier disque du groupe à avoir une place dans les classements ; il est classé 141e des ventes de l'Oricon et s'y maintient pendant une semaine.
Un problème au rein est diagnostiqué chez Mina Teratani au cours du printemps 2015 ; elle doit cesser ses activités temporairement et a subi une intervention chirurgicale en novembre 2015. Cependant, n'étant pas totalement guérie, Mina Teratani a effectué sa graduation du groupe en mars 2016 afin de suivre un traitement médical. Par conséquent, Shiori Azuma est la seule membre restante du groupe d'idoles qui interprétera le 3e single du groupe, Zekkyō -Unleash-, sorti le 5 août 2016.
Un nouveau membre, connue seulement sur le nom de RUM, intègre le groupe en août 2016, mais pour des raisons obscure, elle le quitte en septembre 2016. Elle est remplacée par Yuri Narasaki qui intègre le groupe en octobre suivant. Le groupe réalise un nouveau single en décembre suivant. Le groupe se dissous en juillet 2017.
Le groupe originel se reforme en juillet 2018, avec Shiori Azuma et Mina Teratani, et publie un nouveau single "Broken" en août 2018.

## Membres
- Shiori Azuma (東志栞, Shiorin?, しおりん) (22 février 1995)
- Mina Teratani (寺谷美奈, Teratani Mina?), surnommée Minamin (みなみん?) (6 mars 1995)

### Anciens membres
- Rum (RUM (らむ)?) (2016)
- Yuri Narasaki (楢崎友理, Narasaki Yuri?), surnommée Kyuri (きゅり?) (29 novembre 1993) (nov. 2016- avril 2017)